# Iona Anderson
Iona Anderson, född 3 oktober 2005, är en australisk simmare.

## Karriär
I september 2023 vid junior-VM i Netanya tog Anderson guld på 50 meter ryggsim och silver på 100 meter ryggsim. Hon erhöll även guld på 4×100 meter medley och ett silver på 4×100 meter efter att ha simmat försöksheatet i båda grenarna där Australien sedermera tog medaljer i finalerna.
I februari 2024 vid VM i Doha tog Anderson silver på både 50 och 100 meter ryggsim. Hon var även en del av Australiens kapplag som tog guld på 4×100 meter medley.